# Thomas Yates Walsh
Thomas Yates Walsh (ur. 1809 w Baltimore, Maryland, zm. 20 stycznia 1865 w Baltimore, Maryland) – amerykański polityk związany z Partią Wigów.
W latach 1851–1853 przez jedną dwuletnią kadencję Kongresu Stanów Zjednoczonych był przedstawicielem czwartego okręgu wyborczego w stanie Maryland w Izbie Reprezentantów Stanów Zjednoczonych.